# 写真物語
写真物語（しゃしんものがたり）は、フジテレビで放送された特別番組。1枚の写真に秘められた思い出を探る。本番組をベースに、『エチカの鏡〜ココロにキクTV〜』が制作された。

## 放送日・内容

### 第1弾
2006年12月30日24:00 - 25:00放送。
- アメリカの涙
  - アメリカ元大統領、ビル・クリントンの写真。旅人は高木広子（フジテレビアナウンサー）。
- LOVE
  - パンダ、カンカンとランランの写真。旅人は広末涼子。
- 二人の間の写真
  - 戦場カメラマン、沢田教一の写真。旅人は鳥越俊太郎。
- 芝生の向こうに
  - サラブレッド、キーストンの写真。旅人は梅津弥英子（フジテレビアナウンサー）。
- 息子
  - 伊豆大島・白井蔵太郎さんの写真。旅人は梅津弥英子（フジテレビアナウンサー）。
- 手紙
  - 第二次世界大戦下・ローゼンバーグ夫妻の写真。旅人は高木広子（フジテレビアナウンサー）。

### 第2弾
2007年10月6日23:25 - 24:10放送。
- 少年
  - 原子爆弾投下直後の長崎の少年の写真。旅人は広末涼子。
- すばらしい日々
  - ミャンマー・アウンサンスーチーの写真。旅人は桜井幸子。
- 海
  - 長崎諫早湾干拓事業開始直後の写真。旅人は国仲涼子。

## 出演者
司会
- 鳥越俊太郎
- 広末涼子
- 久本雅美（第2弾のみ）

スタジオゲスト
- 柴田理恵
- 要潤

レポーター
- 桜井幸子
- 国仲涼子

## スタッフ
- 企画・編成：小松純也
- 構成：海老克哉、福原フトシ
- リサーチ：熊澤裕樹、中川ゆーすけ、八坂英敏、大竹将義
- ディレクター：管沼誠、志賀一寿、内田拓志
- 演出：内山大輔
- AP：菊池絢子
- プロデューサー：朝倉千代子
- 総合演出：杉本達
- 制作協力：BLADE
- ロケ技術協力：SDTエンタープライズ（静岡市）

## 関連番組
- エチカの鏡〜ココロにキクTV〜